# Вельохово
Вельохово (пол. Wielochowo, нім. Großendorf) — село в Польщі, у гміні Лідзбарк-Вармінський Лідзбарського повіту Вармінсько-Мазурського воєводства.
Населення — 103 особи (2011).
У 1975-1998 роках село належало до Ольштинського воєводства.

## Демографія
Демографічна структура станом на 31 березня 2011 року:
|          | Загалом | Допрацездатний вік | Працездатний вік | Постпрацездатний вік |
| -------- | ------- | ------------------ | ---------------- | -------------------- |
| Чоловіки | 54      | 11                 | 36               | 7                    |
| Жінки    | 49      | 9                  | 30               | 10                   |
| Разом    | 103     | 20                 | 66               | 17                   |